# Симеон Виницки
Симео̀н Вѝницки (светско име – Володѝмир Ива̀нович Шоста̀цки, на украински: Володимир Іванович Шостацький) е украински висш духовник, архиерей на Православната църква на Украйна (до 15 декември 2018 година – Украинска православна църква (Московска патриаршия)), постоянен член на Свещен синод на Православната църква на Украйна.

## Биография
Володимир Иванович Шостацки е роден на 3 ноември 1962 година в село Райкивци, Чорноостривски район, Хмелницка област, в селско семейство.
През 1980 година завършва средно училище, служи в казармата до 1982 година. От 1983 до 1987 следва във Виницкия национален медицински университет, от 1987 до 1991 – учи в Московската духовна семинария.

### В УПЦ (МП)
На 6 декември 1990 година в Даниловския манастир в Москва е подстриган за монах с името Симеон в чест на Симеон Стълпник. На 14 януари 1991 година е ръкоположен в сан йеродякон, а на 28 април – в сан йеромонах. От 1990 до 1994 година е иконом в резиденцията на патриарха в Даниловския манастир в Москва.
През 1994 година става ковчежник в Киевско-Печерската лавра и постъпва в Киевската духовна академия. На 7 април 1995 е ръкоположен в сан игумен, а на 23 ноември същата година — в сан архимандрит.

## Епископско служение
На 4 май 1996 година е ръкоположен за епископ Володимир-Волински и Ковелски и управляващ на новосъздадената Володимир-Волинска епархия на Украинската православна църква (Московска патриаршия).
На 10 май 2002 година е поставен за архиепископ.
С решение на Свещения синод на Украинската православна църква (Московска патриаршия) от 10 юни 2007 година е назначен за архиепископ Виницки и Могилев-Подилски, ръководител на Виницката епархия на Украинската православна църква (Московска патриаршия).
На 9 юли 2011 година е ръкоположен за митрополит.
Той е единственият от 83 участници в Събора на УПЦ (МП), който не подписва постановлението за екстрен Синод на 13 ноември 2018 година, който се провежда в Киево-Печерската лавра и на който се решава да се признае за неканонично решението на Синода на Константинополската патриаршия относно украинския църковен въпрос.

### Служение в Православната църква на Украйна
На 15 декември 2018 година участва в Обединителния Събор Архив на оригинала от 2022-02-14 в Wayback Machine. в храма „Св. София“ и създаването на помесна автокефална Православна църква на Украйна. Той е един от кандидатите за поста предстоятел, но на изборите губи от митрополита на бившата УПЦ (Киевска патриаршия) Епифаний Киевски, оставайки на 2-ро място.
Заедно с бившите предстоятели на УПЦ КП Филарет (Денисенко) и УАПЦ Макарий (Малетич) той е доживотен член на Синода на новосформираната църква.